# Horst (Insel)
Die Horst ist eine der Insel Lieps vorgelagerte Insel im nördlichen Drittel des Schweriner Außensees in Mecklenburg-Vorpommern. Sie hat eine Fläche von 1,8 Hektar, eine maximale Nord-Süd-Ausdehnung von 140 Metern sowie eine maximale West-Ost-Ausdehnung von 200 Metern. Sie ist durch einen schmalen Kanal von der Insel Lieps getrennt. Im Gegensatz zu ihrer Nachbarinsel gehört die Insel Horst territorial zur Gemeinde Lübstorf.
Zum größten Teil von Röhricht und Schilf umgeben, bietet sie sehr gute Brutmöglichkeiten für Wasservögel.